# Droga krajowa nr 22 (Węgry)
Droga krajowa nr 22 (węg. 22-es főút) – droga krajowa w północnych Węgrzech. Długość - 69 km. Przebieg: 
- Rétság – skrzyżowanie z 2
- Balassagyarmat
- Szécsény
- Salgótarján – skrzyżowanie z 21